# Auschwitz-Album
Auschwitz-Album werden zwei Fotoalben genannt, die Fotografien aus dem KZ Auschwitz-Birkenau vor seiner Befreiung am 27. Januar 1945 zeigen. Die Aufnahmen darin wurden von Ernst Hofmann oder Bernhard Walter, beide Mitglieder der SS-Totenkopfverbände, gemacht und gesammelt. Die Fotoalben mit unterschiedlichen thematischen Schwerpunkten sind auf verschiedenen Wegen überliefert worden.
Ein erstes Auschwitz-Album wurde 1945 von Lili Jacob am Ende ihrer Haft im KZ Mittelbau-Dora als Zufallsfund entdeckt und 1980 der Jerusalemer Holocaust-Gedenkstätte Yad Vashem übergeben. Das Album stammte mit hoher Wahrscheinlichkeit vom SS-Hauptscharführer und Leiter des Erkennungsdienstes der Politischen Abteilung im KZ Auschwitz Bernhard Walter, der bei seiner Flucht vor den Alliierten das Album im KZ Dora liegen gelassen hatte. Einzelne Aufnahmen aus diesem Album wurden bereits ab 1946 veröffentlicht. Es zeigt die Abläufe im Inneren des Vernichtungslagers während der Ungarn-Aktion Ende Mai oder Anfang Juni 1944 aus der Sicht der SS-Männer.
Ein zweites Auschwitz-Album erwarb im Dezember 2006 das United States Holocaust Memorial Museum von einem anonym gebliebenen ehemaligen Oberst der United States Army, der es 1946 gefunden hatte, mit 116 Aufnahmen, die der SS-Obersturmführer Karl-Friedrich Höcker als führender Offizier der Wachmannschaft gemacht hatte. Der Großteil des Fotoalbums zeigt Angehörige des Lagerpersonals bei Schießübungen und bei Freizeitaktivitäten. Seine Aufnahmen waren bis 2006 der Öffentlichkeit unbekannt.

## Das von Lili Jacob überlieferte Album

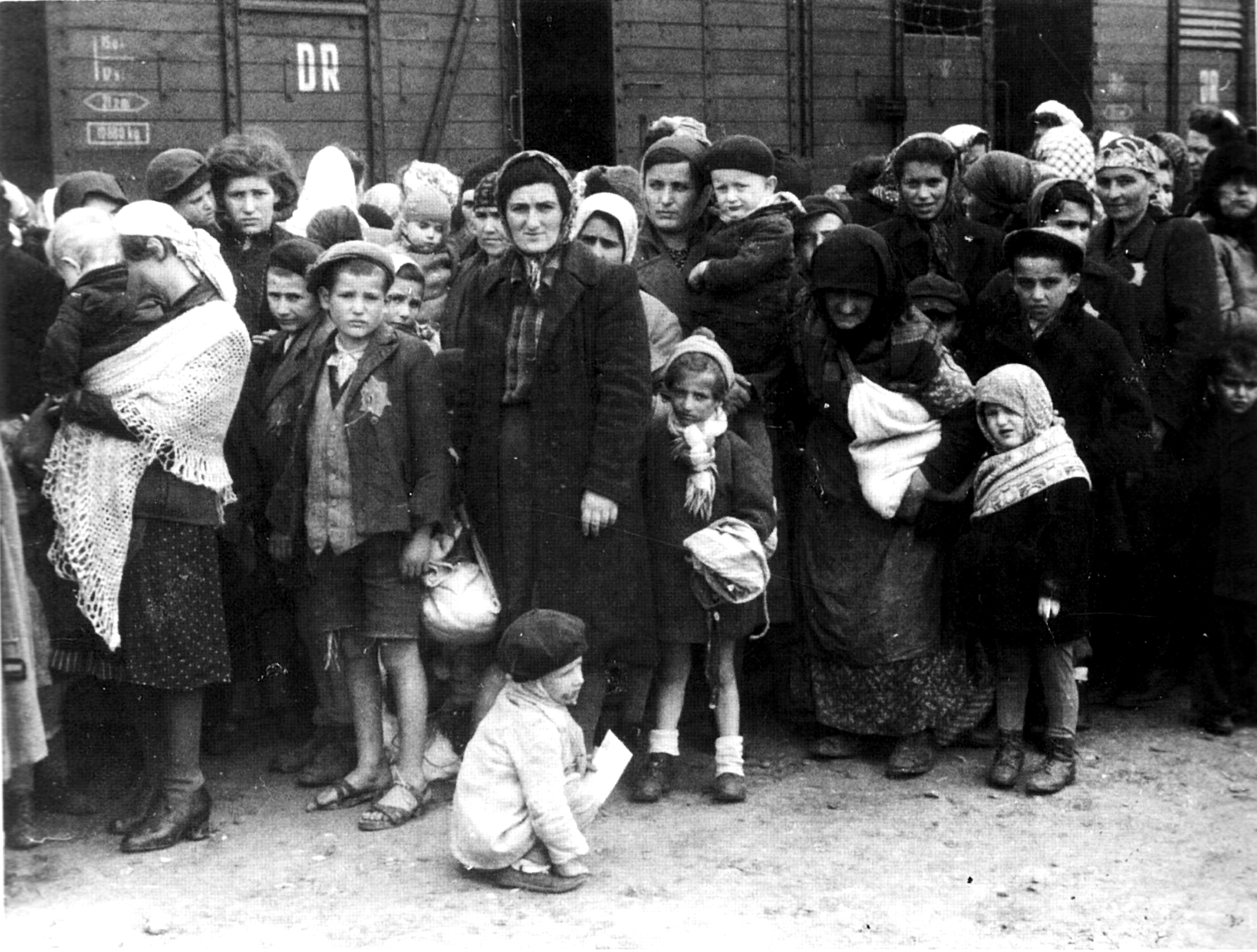
Ankunft ungarischer Juden im KZ Auschwitz (20., 24. oder 26. Mai 1944) – Aufnahme aus dem Auschwitz-Album

Die einzigen bis 2006 bekannten Fotos (neben den Aufnahmen des Sonderkommandos und den Fotos der Zentralbauleitung der Waffen-SS) aus dem Konzentrationslager Auschwitz vor der Befreiung am 27. Januar 1945 waren die 193 Bilder des ersten Auschwitz-Albums. Sein deutscher Titel war: Umsiedlung der Juden aus Ungarn. Sie klebten auf 56 Kartonseiten, wie sie für Fotoalben gebräuchlich waren; einige Lücken weisen darauf hin, dass die Sammlung nicht vollständig ist. Die Fotos zeigen die Abläufe im Inneren des Vernichtungslagers Auschwitz-Birkenau. Sie wurden Ende Mai oder Anfang Juni 1944 entweder von Ernst Hofmann oder dessen Vorgesetztem Bernhard Walter aufgenommen, zwei SS-Männern, die jene zehn bis sechzehn Häftlinge beaufsichtigten – darunter der polnische Kriegsgefangene Wilhelm Brasse –, deren Aufgabe es war, Passfotos und Fingerabdrücke von den neu aufgenommenen Häftlingen zu machen, nicht aber von den Juden, die direkt in die Gaskammern geschickt wurden. Die Fotos zeigen den Ablauf der Ausbeutung und Ermordung der ungarischen Juden mit Ausnahme der eigentlichen Tötung: von der Selektion an den Gleisrampen über die Registrierung und Entlausung der Arbeitsfähigen, die Plünderung der Habseligkeiten bis hin zum Weg zu den Gaskammern, die im Hintergrund bleiben. Fast alle Aufnahmen stammen von nur einem Zugtransport. Viele Personen auf den Bildern wurden namentlich identifiziert. Als Herkunftsorte werden u. a. genannt: Tjatschiw (Técső/Tejtsch), Uschhorod (Ungvár), Dowhe (Dolgoje/Dolha), Bilky (Bilke/Bilki), Chust (Huszt).
Lili Jacob, die zunächst in Auschwitz Häftling war, hatte das Album nach ihrer Haft im Konzentrationslager Dora-Mittelbau in einer der verlassenen SS-Kasernen entdeckt, die damals nach der Befreiung als Lazarett für ehemalige KZ-Häftlinge benutzt wurden, und dabei auf den Fotos Familienangehörige und auch sich selbst identifizieren können. Einige Fotos verschenkte sie an andere Überlebende, die ebenfalls Angehörige auf einem der Fotos erkannt hatten. Nach der Räumung von Auschwitz muss es der damalige Besitzer mit nach Nordhausen gebracht haben. Frau Jacob übergab es 1980 der Jerusalemer Holocaust-Gedenkstätte Yad Vashem. Es wurde von Serge Klarsfeld ab 1980 publiziert. Klarsfeld betont, dass einige der Fotos aus dem Album die einzigen sind, welche die Ankunft von Juden in einem Vernichtungslager zeigen. Die Aufnahmen wurden 1999 in Israel digitalisiert.
1946 erstellte das Nationale Jüdische Museum in Prag Kopien der Fotos, und einige dieser Aufnahmen erschienen in dem 1949 in Bratislava von B. Steiner herausgegebenen Buch Die Tragödie der slowakischen Juden. 1956 übergab Erich Kulka, tschechischer Historiker und ehemaliger Häftling, einen Teil der Abzüge dem Staatlichen Museum in Oświęcim (Polen). Dort wurden sie seitdem in der Dauerausstellung über die Vernichtung der Juden verwendet.
Im selben Jahr publizierte Kulka zusammen mit dem ehemaligen Häftling Ota Kraus das Buch Továrna na Smrt (Die Todesfabrik) u. a. mit Fotos aus dieser Quelle.
Im Zuge des ersten Frankfurter Auschwitzprozesses diente das Album als Beweismittel. Bernhard Walter sagte dort 1964/65 als Zeuge aus, gab jedoch vielfach nur ausweichende Antworten. Walter bestritt zunächst Urheber der von der Zeugin Lili Jacob aus dem Album vorgelegten Fotografien zu sein. Erst im weiteren Prozessverlauf gab er zu, einige der Aufnahmen angefertigt zu haben.

## Auschwitz-Album des United States Holocaust Memorial Museum

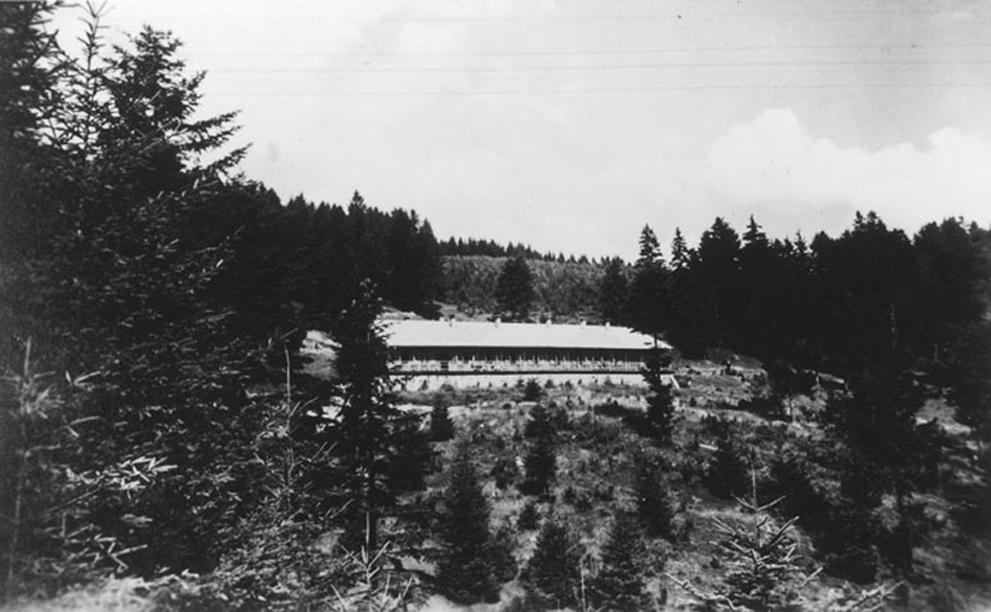
Aufnahme des SS-Urlauberheimes Solahütte am Ufer des Międzybrodzier Stausees aus dem Höcker Album (vor 1945)

Ein zweites Auschwitz-Album erwarb im Dezember 2006 das United States Holocaust Memorial Museum in Washington (USA) von einem anonym gebliebenen ehemaligen Lieutenant Colonel, einem ehemaligen Geheimdienstoffizier der US-Armee. Das war ein im Juni 1945 von diesem in Frankfurt am Main gefundenes Fotoalbum mit 116 Aufnahmen auf 16 beidseitig beklebten Albumseiten. Der Offizier hatte seinen Fund in einem Brief als Geschenk an das Museum angekündigt. Diese Aufnahmen waren bis dahin in der Öffentlichkeit unbekannt geblieben. Es ist inzwischen auch unter dem englischen Namen Höcker Album oder Hoecker Album bekannt, benannt nach seinem Besitzer, Karl-Friedrich Höcker, Adjutant des Lagerkommandanten Richard Baer. Die Fotografien stammen unter anderem vom Leiter des Erkennungsdienstes, Bernhard Walter.
Im Mai 1944 wurde Höcker vom KZ Majdanek ins Stammlager Auschwitz versetzt, wiederum als Adjutant des gleichfalls neu eingesetzten Baer. Nach der Räumung von Auschwitz wurde Baer im Januar 1945 Kommandant des KZ Dora-Mittelbau in Nordhausen; Höcker blieb auch dort sein Adjutant. Der weitere Weg des Albums nach Frankfurt am Main ist ungeklärt. Höcker gelang es zunächst unterzutauchen. Er wurde 1963 im 1. Frankfurter Auschwitzprozess zu sieben Jahren Zuchthaus und 1989 vom Landgericht Bielefeld wegen seiner Taten in Majdanek zu vier Jahren Haft verurteilt.
Das Album trägt auf seiner ersten Seite den Eintrag: „Mit Kommandant SS Stubaf. Baer, Auschwitz 21.6.44“.
Die Fotos beginnen dort mit einer Studio-Aufnahme von Baer und Höcker in „Kleiner Ausgehuniform“ aus dem Frühsommer 1944. Der Großteil des Fotoalbums zeigt Angehörige des Lagerpersonals bei Schießübungen, bei der Übergabe des fertiggestellten SS-Lazaretts in Auschwitz und bei Freizeitaktivitäten in der nach dem Fluss genannten, rund 30 km entfernten Sola-Hütte im Tal der Soła. Zumindest einige Fotos tragen das Aufnahmedatum und können deshalb mit den Ereignissen in den Lagern verknüpft werden.
Abgebildet sind unter anderem die Lagerkommandanten Richard Baer und Rudolf Höß; des Weiteren auch Oswald Pohl, Josef Kramer, Enno Lolling, Franz Hößler, Karl Bischoff, Eduard Wirths und Otto Moll. Das Album enthält auch die einzigen acht bekannt gewordenen Fotos von Josef Mengele aus seiner Zeit als Lagerarzt in Auschwitz.
Gefangene sind nie abgebildet. Bei zwei Fotos, „Beisetzung von SS-Kameraden nach einem Terrorangriff“, handelt es sich um Bilder jenseits der „Idylle“. Hier wurden möglicherweise SS-Angehörige nach dem alliierten Luftangriff vom 13. September oder dem vom 26. Dezember 1944 bestattet. Höckers Album setzt mit dem 21. Juni 1944 ein; einige der Aufnahmen sind zur Zeit der von den Nazis „Ungarn-Aktion“ genannten Vernichtung hunderttausender jüdischer Bürger Ungarns entstanden.

## Das Album der Zentralbauleitung
Überliefert ist auch das Album der Zentralbauleitung der Waffen-SS und Polizei Auschwitz (ZBL), in dem der Baufortschritt im Lagerkomplex Auschwitz durch den ZBL-Angehörigen Dietrich Kamann fotografisch festgehalten ist.

## Weitere Sammlungen

### KZ Sachsenhausen
Historisch vergleichbar sind beide Alben nur noch mit dem Album des Sachsenhausener Konzentrationslager-Kommandanten Karl Otto Koch mit 500 Aufnahmen, davon 200 säuberlich beschrifteten Fotos von der Entstehung des Lagers 1936 und 1937 in Oranienburg; einem späten Fund im Moskauer Geheimdienst-Archiv.

### Vernichtungslager Belzec
Neun Fotos eines unbekannten Angehörigen des Lagerpersonals des Vernichtungslagers Belzec werden in der Gedenkstätte ausgestellt. Sie wurden nach Kriegsende von einem polnischen Fotografen, der die Fotos entwickeln sollte und Abzüge einbehielt, dem Arzt Janusz Peter übergeben und befinden sich im Regionalmuseum von Tomaszów Lubelski. Einige dieser Fotos sind über die Datenbank des United States Holocaust Memorial Museums (USHMM) und im Fotoarchiv von Yad Vashem im Internet auffindbar oder andernorts veröffentlicht. Auf vier Fotos sind vor dem Hintergrund von Baracken bzw. eines Wachhäuschens SS-Männer in Uniform zu sehen; eine Person stellt vermutlich den SS-Scharführer Rudolf Kamm dar.

### Vernichtungslager Sobibor
Im Jahre 2015 spendeten die Enkel von Henriette Niemann, der Witwe von Johann Niemann, stellvertretender Kommandant des Vernichtungslagers Sobibor, mehr als 350 Fotos und zusätzliche schriftliche Quellen aus dem Nachlass dem Bildungswerk Stanisław Hantz e. V. Johann Niemann dokumentierte in zwei Alben und weiteren Einzelfotos seine Karriere in der SS vom KZ Esterwegen über die NS-Krankenmorde bis zur Aktion Reinhardt in KZ Belzec und Sobibor, wo er maßgeblich für die Umsetzung des Mordprogramms verantwortlich war. In der Niemann-Sammlung sind 49 authentische Fotos aus Sobibor enthalten, darunter eine Übersicht auf das Lager I mit dem Vorlager im Hintergrund. Die Aufnahmen zeigen keine Gaskammern oder Leichen, sondern Wachmänner, die in der Sonne sitzen, feiern und lachen oder mit ihren Ehefrauen spazieren gehen, wenn diese zu Besuch weilten. Die Opfer sind kaum im Bild – und wenn, dann nur als zufällig aufgenommene Randfiguren. Es gibt mehrere Aufnahmen von Trawniki-Männern auf dem Exerzierplatz. Eines der Fotos zeigt die uniformierte SS-Söldner-Truppe mit aufgepflanzten Gewehren, vorn Mitte einer, den die heutige Forschung, „auch mit kriminaltechnischer Gesichtserkennung“, als den 2011 verurteilten Wächter Iwan Demjanjuk identifizierte.
Die Niemann-Sammlung wurde 2020 veröffentlicht und die Originale wurden dem Archiv des United States Holocaust Memorial Museum in Washington verkauft.

### KZ Theresienstadt
Zu dem Theresienstadt-Konvolut gehören auch zwei Alben aus dem KZ Theresienstadt. Bei den Alben handelt sich um zwei fast identische Mappen in blauem Pappeinband und Schraubheftung. Eine der Mappen enthält maschinengeschriebene Lebensläufe und Fotos von 92 so genannten Prominenten.

### Vernichtungslager Treblinka
Aus dem Vernichtungslager Treblinka sind 29 Fotografien in einem privaten Album erhalten, das der spätere Lagerkommandant Kurt Franz anfertigte. Es wurde im Dezember 1959 anlässlich seiner Verhaftung in seiner Wohnung sichergestellt. Bemerkenswert sind mehrere Aufnahmen von einem Bagger im Lager, Fotos des Mischlingshundes Barry, vom eingerichteten Tierpark und einem Munitionsbunker. Von den abgebildeten Personen ist lediglich eine durch die Beschriftung als „Kamerad Lambert“ identifizierbar.

### Vernichtungslager Auschwitz-Birkenau
Mit einer eingeschmuggelten Kamera gelang es im August 1944 vermutlich dem griechischen Häftling Alberto Errera, der im  Sonderkommando des KZ Auschwitz-Birkenau arbeiten musste, Fotos am Krematorium V zu machen. Zwei Aufnahmen zeigen die Arbeit des Sonderkommandos an einer Verbrennungsgrube und eins eine Szene mit einer Menge, teilweise schon entkleideter Menschen, die unmittelbar davor ist, in die Gaskammer des Krematoriums geführt zu werden (ein viertes Foto wurde zu einem Fehlschuss). Es dauerte Wochen, bis der Negativfilm nach Krakau gelangte und im September vom polnischen Widerstand entwickelt werden konnte.

## Film
- Alain Jaubert (Regie): Auschwitz, l’album de la mémoire, F, 1984.
- Winfried Laasch, Friedrich Scherer: Ein Tag in Auschwitz. Dokumentarfilm, ZDF, 2020. Der 89-minütige Film stützt sich auf Interviews mit überlebenden Opfern und konfrontiert Fotos aus dem „Auschwitz-Album“ (erstellt 1944, während der Ermordung der ungarischen Juden in Auschwitz-Birkenau) mit den heutigen Orten. Die Dokumentation will einen „typischen“ Tag in Auschwitz, Ende Mai 1944, schlaglichtartig darstellen. Im Film geht es dabei auch um die Person und Funktion von Bernhard Walter als offiziellem „Fotograf von Auschwitz“ und das typische Verhalten von Tätern nach 1945; wissenschaftliche Erläuterungen im Film trägt der Historiker Stefan Hördler bei.
- Winfried Laasch (Regie): Das Geheimnis der Auschwitz-Alben – Fotos aus der Hölle, D, 2016.

## Bildmaterial in NS-Propaganda-Filmen
- Geheimsache Ghettofilm (2010) (Originaltitel: Shtikat Haarchion) über Filmmaterial aus dem Warschauer Ghetto (1942)
- Theresienstadt. Ein Dokumentarfilm aus dem jüdischen Siedlungsgebiet (1944, Schnittbearbeitungen nach 1964, 2013 – Ca. mit 22 Min. Originalmaterial)